# Crichtonsaurus bohlini
 Crichtonsaurus bohlini (“lagarto de Crichton”) es la única especie conocida del género dudoso extinto Crichtonsaurus  de  dinosaurios tireóforos anquilosáuridos, que vivió a mediados del período Cretácico, hace aproximadamente entre 98 y 90 millones de años, entre el Cenomaniense y Turoniense, en lo que es hoy Asia. Los especímenes referidos a Crichtonsaurus bohlini son bastante pequeños. En 2010, Gregory S. Paul estimó la longitud de su cuerpo en 3.5 metros, su peso en media tonelada. Crichtonsaurus bohlini se colocó en Ankylosauridae y era un miembro probable de Ankylosaurinae.
Los primeros fósiles del género se descubrieron en 1999 en Xiafuxiang, cerca de Beipiao en la provincia de Liaoning, China. Fue nombrado y descrito por Dong Zhiming del Instituto de Paleontología de Vertebrados y Paleoantropología de la Academia de Ciencias de China en 2002. La especie tipo es Crichtonsaurus bohlini . El nombre genérico es en honor a Michael Crichton, autor estadounidense cuyas novelas incluyen Jurassic Park , The Andromeda Strain y otros. El nombre específico honra a Birger Bohlin, un paleontólogo sueco que durante la década de 1930 participó en varias expediciones paleontológicas a China. Describió a numerosos anquilosáuridos chinos. Además de su trabajo sobre dinosaurios y mamíferos prehistóricos, Bohlin fue parte del grupo que estableció la existencia del Hombre de Pekín.
El holotipo, IVPP V12745 , se encontró en una capa de la Formación Sunjiawan que data del Cenomanianiense al Turonianiense. Consiste en una mandíbula inferior izquierda con tres dientes preservados. Además, se han asignados dos especímenes, IVPP V12746, que consta de dos vértebras del cuello y una vértebra posterior y LPM 101, un esqueleto postcraneal parcial que incluye cuatro vértebras sacras, siete vértebras de la cola. un omóplato, un coracoides, un húmero, un hueso del muslo, huesos del pie, una vértebra media cervical y osteodermos. En 2014, Victoria Megan Arbour señaló que la referencia de los especímenes adicionales no podía justificarse debido a la falta de material superpuesto. Tampoco encontró ningún rasgo único en el holotipo, y concluyó que Crichtonsaurus bohlini era un nomen dubium.
Una segunda especie, Crichtonsaurus benxiensis , fue nombrada por Lü Junchang , Ji Qiang, Gao Yubo y Li Zhixin en 2007. El nombre específico se refiere al Museo Geológico de Benxi . El holotipo, BXGMV0012, fue descubierto en el mismo intervalo del cretácico, Cenomanianense - Turoniense, de la Formación Sunjiawan de Beipiao, Liaoning , como la especie tipo. Consiste en un cráneo completo. Además, se ha remitido el espécimen BXGMV0012-1, un esqueleto parcial que carece del cráneo, que se encuentra en el mismo lugar. También, según Arbor, un esqueleto desplegado en el Sihetun Fossil Museum bajo el nombre de C. bohlini, probablemente pertenece a C. benxiensis.  Paul sugirió que C. benxiensis era un sinónimo más moderno de C. bohlini. Sin embargo, además de indicar C. bohlini como una especie dudosa a la que ninguna otra especie se puede considerar justificadamente idéntica, Arbor estableció diferencias de diagnóstico entre los omóplatos de BXGMV0012-1 y LPM 101, por lo que dos taxones de anquilosaurios parecen estar presente en la formación. Con base en su conclusión de que C. bohlini era un nomen dubium, Arbour sugirió un nuevo nombre genérico para la segunda especie, Crichtonpelta,  por el momento es un nomen exódemis inválido. Sin embargo, en 2015 se separó de la especie de tipo dudoso C. bohlini y se colocó en su propio género válido, Crichtonpelta.